# Педро де Бетанкур
Педро де Бетанкур (Тенерифе, Шпанија, 21. марта 1626 − Антигва Гватемала, Гватемала, 25. априла 1667), био је фрањевачки терцијарски католички религиозни и шпански мисионар, оснивач Реда Госпе од Бетлехема. Канонизовао га је за свеца Папа Јован Павле II 2002. године. Он је био први родни светац Канарска Острва, а такође је сматран и првим светитељем Гватемале и Средње Америке.

## Биографија
Рођен је у малом селу Вилафлор на југу острва Тенерифе. У својим раним годинама радио је као пастор бринући о стоци других људи у селу. Од детињства је показао велику склоност духовности.
Са 23 године напустио је Тенерифе и после две године стигао у Гватемалу, где је служио као мисионар. Године 1656. основао је Ред браће Госпе од Бетлехема како би се бринуо о сиромашнима, болесницима, сирочади и умирућим особама. Био је претеча људских права.
Умро је 25. априла 1667. у Антигви, Гватемали. Педро де Бетанкур је беатификован 1980. године, а канонизован од папе Јована Павла II 2002. године.
Ходочасничка места у његову част укључују такозвану пећину Санто Хермано Педро, на југу Тенерифа, у близини обале, где је живео као, док је зими напасао стадо. Друга важна светилишта у његову част су светиште изграђено у Вилафлору (где је рођен). У Гватемали се истиче црква Сан Франциска у Антигви (где је и сахрањен).
Његов празник се слави 24. априла, јер 25. католичка црква слави празник светог Марка Јеванђелисте.